# رينيه بيب
رينيه بيب (بالألمانية: René Pape)‏ (و. 1964  م) هو مغني أوبرا، ومغني من ألمانيا، وألمانيا الشرقية، ولد في درسدن.

## التعليم
تعلم في مدرسة الصليب ‏.

## وصلات خارجية
- رينيه بيب على موقع IMDb (الإنجليزية)
- رينيه بيب على موقع مونزينجر (الألمانية)
- رينيه بيب على موقع ألو سيني (الفرنسية)
- رينيه بيب على موقع ميوزك برينز (الإنجليزية)
- رينيه بيب على موقع أول موفي (الإنجليزية)
- رينيه بيب على موقع قاعدة بيانات الأفلام السويدية (السويدية)
- رينيه بيب على موقع أول ميوزيك (الإنجليزية)
- رينيه بيب على موقع ديسكوغز (الإنجليزية)
- رينيه بيب على موقع قاعدة بيانات الفيلم (الإنجليزية)